# 斯旺西 (麻薩諸塞州)
斯旺西（英語：Swansea）是一個位於美國麻薩諸塞州布里斯托縣的鎮。

## 人口
根據2020年美國人口普查的數據，斯旺西的面積為66.10平方千米，當中陸地面積為59.70平方千米，而水域面積為6.40平方千米。當地共有人口17144人，而人口密度為每平方千米259人。